# تل گاومیشی
تل گاومیشی، روستایی از توابع بخش همایجان شهرستان سپیدان در استان فارس ایران است.

## جمعیت
این روستا در دهستان همایجان قرار دارد و براساس سرشماری مرکز آمار ایران در سال ۱۳۸۵، جمعیت آن ۹۴ نفر (۲۰خانوار) بوده‌است.